# 2020 en mathématiques
Cet article présente les faits marquants de l'année 2020 en mathématiques.

## Évènements

### Février
- Publication dans Annals of Mathematics de la résolution du nœud de Conway en août 2018 par la mathématicienne Lisa Piccirillo, paradoxe irrésolu depuis 1970 alors que Piccirillo n'était diplômée que depuis une semaine quand elle a trouvé la solution[1],[2].

## Prix
- Prix Abel en mathématiques : Hillel Furstenberg et Gregori Margulis

## Décès
- 1er janvier : Walter Hayman (né en 1926), mathématicien britannique.
- 26 janvier : Louis Nirenberg (né en 1925), mathématicien américain d'origine canadienne.
- 11 février : Yasumasa Kanada (né en 1949), mathématicien japonais.
- 18 février : Peter Montgomery (né en 1947), mathématicien et cryptographe américain.
- 24 février : Katherine Johnson (née en 1918), physicienne, mathématicienne et ingénieure spatiale américaine.
- 28 février : Freeman Dyson (né en 1923), physicien théoricien et mathématicien britanno-américain.
- 9 mars : Richard Guy (né en 1916), mathématicien britannique.
- 22 mars : Ciprian Foiaș (né en 1933), mathématicien roumain naturalisé américain.
- 28 mars : Edoardo Vesentini (né en 1928), mathématicien et homme politique italien.
- 31 mars : Reimar Lüst (né en 1923), mathématicien et astrophysicien allemand.
- 6 avril : Mark Steiner (né en 1942), philosophe israélien spécialiste en philosophie des mathématiques et philosophie de la physique.
- 11 avril : John Horton Conway (né en 1937), mathématicien britannique.
- 12 avril : Mikko Kaasalainen (né en 1965), mathématicien finlandais.
- 18 avril : Lucien Szpiro (né en 1941), mathématicien français.
- 21 avril : Sharadchandra Shankar Shrikhande, mathématicien indien (né en 1917).
- 5 mai : Sergueï Adian (né en 1931), mathématicien russe.
- 12 mai : Ernest Vinberg (né en 1937), mathématicien russe.
- 20 novembre : Antonio Ambrosetti (né en 1944), mathématicien italien.
- 14 décembre : Claudio Baiocchi (né en 1940), mathématicien italien.